# Arturo Rodríguez Jurado
Arturo Rodríguez Jurado   (San Luis, 26 de maig de 1907 - Buenos Aires, 22 de novembre de 1982), conegut com El Mono, va ser un boxejador i jugador de rugbi argentí que va competir durant les dècades de 1920 i 1930.
Com a boxejador, el 1924 va prendre part en els Jocs Olímpics de París, on fou dissetè en la competició del pes semipesant del programa de boxa. Quatre anys més tard, als Jocs d'Amsterdam, guanyà la medalla d'or en la categoria del pes pesant, en guanyar la final a Nils Ramm.
Com a jugador de rugbi va jugar amb el San Isidro Club i fou capità de la selecció argentina.